# 스카이 시티
스카이 시티(중국어: 天空城市 천공성시[*], 영어: Sky City Changsha)는 중화인민공화국 후난성 창사 시에 추진되었던 초고층 빌딩이다. 지상 838m, 202층으로, 완공되었으면 2022년 아랍에미리트에서 두바이 크릭 하버 더 타워가 건설될 때까지 세계 최고층 빌딩의 자리를 거머쥐었을 것이며, 세계에서 최초로 200층이 넘는 건물이 되었을 것이다.
당초 지상 666m 높이의 초고층 빌딩으로 허가를 얻었으나, 후난 성 정부에서 세계 최고층 빌딩을 건설하는 것을 원했고, 이에 따라 2012년 계획을 대폭 변경하여 지상 838m에 202층의 높이로 상향 조정되었다. 만약에 완공되었으면 중국에서 가장 높은 빌딩이 되었을 것이다.
일본 도쿄에 취소된 마천루인 스카이시티 1000은 관련이 없다.

## 시공
중국의 '브로드 건설 그룹'이 시공과 소유를 맡게 되며, 2013년 7월 착공하여 약 1년 뒤인 2014년에 완공할 계획을 잡았으나, 연장되었다. 사전에 미리 만들어 높은 상자 형태의 건축물을 조립하는 방식으로 건설하여 건설 시간을 파격적으로 단축하려고 했다. 모양이나 구성이 미국 시카고의 윌리스 타워와 흡사하다고 할 수 있다.

### 구조적 특징
이 빌딩을 짓기 위해 약 27만톤 정도의 철강이 필요했다. 동시에 자사의 조립 공장, 건축 기술과 독립적인 연구와 개발도 필요할 것으로 보였다.
스카이 시티는 건축하는 데에 재활용 건축 자재, 비(非) 알데히드(aldehyde), 비(非) 석면의 건축 자재를 사용할 계획이었으며, 지진으로부터의 건물의 보호, 에너지 절약, 청결, 내구성 등을 중점적으로 건설할 계획이었다.
전체적으로 강철 구조를 띄고 있으며, 이 구조의 핵심은 바로 '모듈러 구조'라고 할 수 있다. 윌리스 타워와 비슷한 구조라 할 수 있는데, 이 구조는 에너지 효율성을 높일 것으로 기대되었다. 동시에 리히터 규모 최대 9.0의 지진에 저항할 수 있도록 설계되었다.

### 건설 비용
스카이 시티를 건축하는 데에 약 런민비(RMB) 9000억 위안부, 즉 약 14억 6천만 달러가 들어갈 예정이었다. 이는 제곱미터 당 약 1,500 달러 정도라 할 수 있는데, 비슷한 높이의 부르즈 할리파가 제곱미터 당 4,500 달러였던 것에 비하면 매우 저렴하게 건설될 예정이었다.
브로드 그룹은 이 사업을 추진하기 위해 창사 시의 토지 약 6만 7300제곱미터(724,000 sq ft)를 매입하였다.

## 내부 시설
건물 내부에는 호텔과 아파트, 학교, 병원 등 대부분의 사회간접자본들이 들어갈 예정이었다. 시공사인 브로든 건설에서는 건물 안에서 모든 자급자족이 가능할 것이라고 설명했다.

## 우려와 비판

### 공기의 무리한 단축 논란
그러나 높이가 무려 838m에 202층이나 되는 건물을 어떻게 1년 안에 건설할 수가 있으며, 건설하더라도 건물의 안정성이 보장되겠느냐는 우려가 높으며, 브로드 그룹이 그들만의 마케팅 전략으로 세계 최고층 빌딩을 짓기 위해 무리하게 공기를 앞당기는 것 아니냐는 전 세계적 비판이 제기되었다. 물론 대부분의 건축가들은 '모듈 구조'가 공기를 단축시키는 데에 매우 획기적이라는 점에는 이의를 제기하지는 않지만, 브로든 그룹이 이 구조를 이용하여 200층이 넘는, 약 840m짜리 빌딩을 1년 안에 건설할 수 있는 가에 대해서는 의문을 풀지 않았다. 물론 과거 2008년 브로드 그룹은 20층짜리 호텔을 단 하루만에 지은 전력이 있다. 하지만 20층짜리 건물과 200층짜리 건물의 건설 방식이나 규모 등은 전혀 다르다는 점에서 이 프로젝트에 대해서 회의적인 시각이 많았다.
더군다나 현재 스카이 시티의 디자인을 본다면 높이 838m에서 불어오는 바람에 안정적으로 견디기엔 어렵지 않느냐는 우려도 제기되는 형편이었다.

### 비상시 대피 문제
스카이 시티는 지상 838m에 꼭대기 202층의 높이는 무려 727m에 달한다. 이에 따라 비상시 건물 안에 있는 사람들을 빠른 속도로 대피시키는 능력이 매우 중요한데. 스카이 시티는 층수 자체가 200층이 넘기 때문에 비상시 많은 사람들을 대피시키는 데에 한계가 있을 것이라는 우려도 제기되었다.
물론 '세계 초고층건물 학회'의 김상대 박사에 의하면, 현재의 엘리베이터 기술은 2 km 정도까지 가능하지만, 엘리베이터와 층수의 비율 등을 고려할 필요가 있다고 한 점에서, 스카이 시티는 여러 가지 문제점을 안게 될 가능성이 높았다.

## 공사 중단
현재 중국 정부의 환경영향평가가 강화됨에 따라 2013년 9월에 공사가 중단되었다. 현재 추가 승인을 기다리는 중이라 공사가 약 1년 정도 늦어질 가능성도 있었으며, 이후 건물의 안정성 문제와 함께 효율성 문제가 함께 거론되면서 현재까지 기공식 이후 첫 삽 조차 뜨지 못한 상태로 허허벌판과 건설사무소만 남았다가, 끝내 취소되었다.

## 같이 보기
- 마천루
- 마천루 목록
- 부르즈 할리파 (현재 세계 최고층 빌딩)
- 지다 타워 (사우디아라비아에 보류중인 1,008m 높이의 빌딩)
- 100층 이상의 마천루 목록